# Liste der Biografien/Olv
Liste der Biografien |
Portal Biografien |
Personensuche
# |
A |
B |
C |
D |
E |
F |
G |
H |
I |
J |
K |
L |
M |
N |
O |
P |
Q |
R |
S |
T |
U |
V |
W |
X |
Y |
Z |
?
 
Oa |
Ob |
Oc |
Od |
Oe |
Of |
Og |
Oh |
Oi |
Oj |
Ok |
Ol |
Om |
On |
Oo |
Op |
Oq |
Or |
Os |
Ot |
Ou |
Ov |
Ow |
Ox |
Oy |
Oz
 
Ola |
Olb |
Olc |
Old |
Ole |
Olf |
Olg |
Olh |
Oli |
Olj |
Olk |
Oll |
Olm |
Oln |
Olo |
Olp |
Olr |
Ols |
Olt |
Olu |
Olv |
Olw |
Oly |
Olz
Die Liste der Biografien führt alle Personen auf, die in der deutschsprachigen Wikipedia einen Artikel haben. Dieses ist eine Teilliste mit 17 Einträgen von Personen, deren Namen mit den Buchstaben „Olv“ beginnt.

## Olv

### Olve
- Ölvecký, Peter (* 1985), slowakischer Eishockeyspieler
- Olveira, Gastón (* 1993), uruguayischer Fußballspieler
- Olveira, Nelson (* 1974), uruguayischer Fußballspieler und -trainer
- Olver, Darin (* 1985), deutsch-kanadischer Eishockeyspieler
- Olver, Dick (* 1947), britischer Manager
- Olver, Heather (* 1986), englische Badmintonspielerin
- Olver, John (1936–2023), US-amerikanischer Politiker
- Olver, Mark (* 1988), deutsch-kanadischer Eishockeyspieler
- Olver, Peter (* 1952), US-amerikanischer Mathematiker
- Olver, Stephen (1916–2011), britischer Diplomat
- Olvera de la Cruz, Monica (* 1958), mexikanisch-US-amerikanische Physikerin
- Olvera de los Santos, José Antonio (* 1986), mexikanischer Fußballspieler
- Olvera Ochoa, Florencio (1933–2020), mexikanischer Geistlicher, römisch-katholischer Bischof von Cuernavaca
- Olvera, Michelle (* 1998), mexikanische SchauspielerinMichelle Olvera (* 1998)

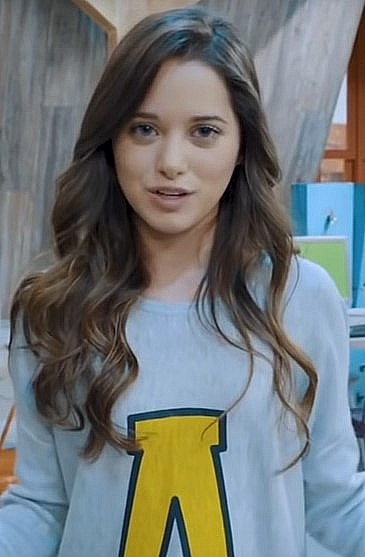
Michelle Olvera (* 1998)

- Olvera, Osmar (* 2004), mexikanischer Wasserspringer
- Olvera, Rebeca, mexikanische Opernsängerin der Stimmlage Sopran

### Olvi
- Olvis, William (1957–2014), US-amerikanischer Komponist in Film und Fernsehen